# یویا یامادا
یویا یامادا (ژاپنی: 山田 裕也؛ زادهٔ ۱۲ آوریل ۱۹۸۸) یک بازیکن فوتبال اهل ژاپن است.
از باشگاه‌هایی که در آن بازی کرده‌است می‌توان به باشگاه فوتبال کاگوشیما یونایتد اشاره کرد.